# San Francisco (Metro de Quito)
San Francisco es la séptima parada del Metro de Quito, que funciona como parte de la línea 1. El predio se encuentra bajo la plaza de San Francisco (de la que toma su nombre), con sus ingresos por la confluencia de las calles Benalcázar y Sucre, y por la avenida 24 de Mayo, en la parroquia Centro Histórico. Se prevé que sirva a cuarenta mil pasajeros diariamente.

## Historia

### Antecedentes
Previamente, y con el objeto de convertirla en la boca de acceso a la estación subterránea, en junio de 2013 el Municipio de Quito procedió a expropiar una casa patrimonial de la esquina nororiental de la plaza, ubicada en la intersección de las calles Benalcázar y Sucre, que pertenecía al Banco Pichincha y en la que, además de una agencia de la mencionada institución, existían otros comercios tradicionales que fueron notificados y reubicados en un plazo de tres años.
Posteriormente, y debido a las continuas críticas de la población por las afectaciones que la construcción podría producir en un lugar patrimonial como este, se desarrolló el seminario «El Metro de Quito y San Francisco: experiencias de conservación patrimonial», en el que participaron delegaciones de los metros de Medellín, Santiago de Chile, Madrid, Barcelona y Roma. Allí se analizaron once propuestas para establecer la parada más conveniente a los intereses histórico-patrimoniales, de accesibilidad geográfica, económicos, y de movilidad del Centro Histórico, siendo justamente la plaza de San Francisco la escogida como mejor.
Otras opciones contempladas por los expertos internacionales participantes del seminario fueron la plazoleta de la Merced, Plaza de la Independencia, bulevar 24 de Mayo a la altura de la calle Benalcázar, bulevar 24 de Mayo a la altura de la calle Venezuela, parque La Alameda, plaza de Santo Domingo, plaza Marín, parque García Moreno, plaza de Santa Clara y plaza del Teatro.

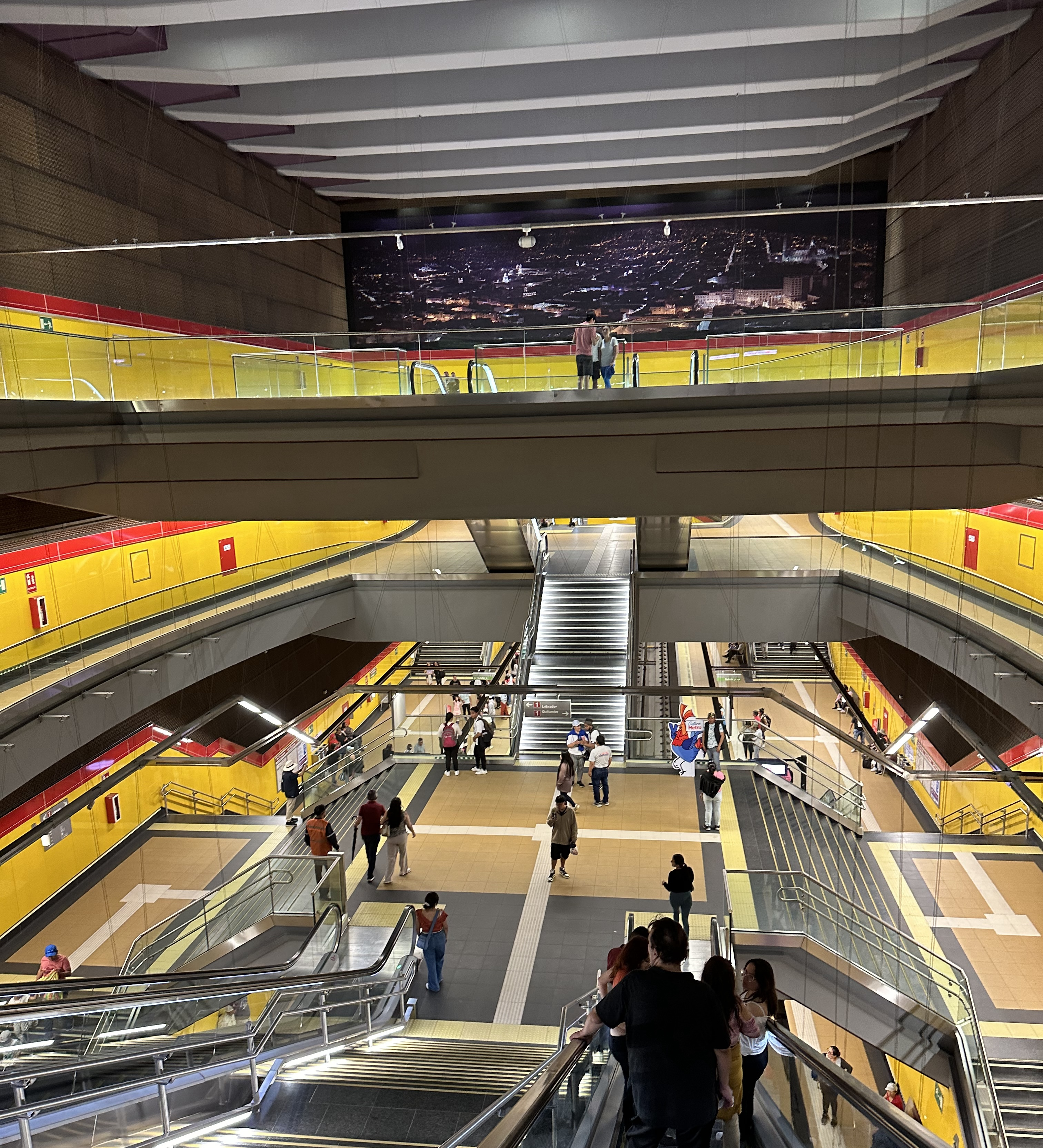
Vestíbulo de la Estación

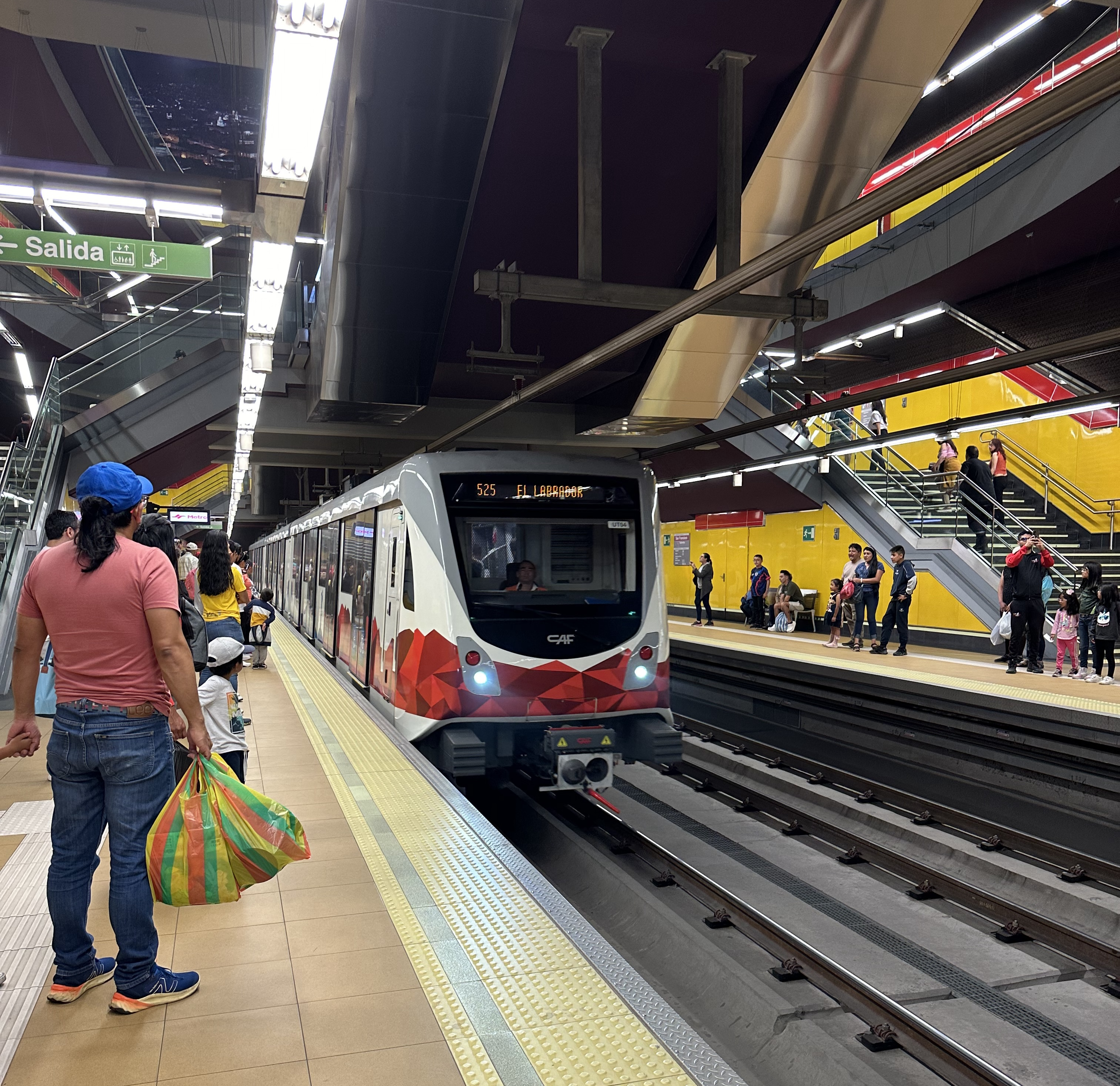
Tren MQ117 Llegando a la estación

### Construcción
El proceso constructivo de la estación inició el 7 de marzo de 2016, con la anastilosis de las piedras que cubrían la plaza de San Francisco, que fueron retiradas y almacenadas por el Instituto Metropolitano de Patrimonio para su posterior reubicación, las mismas que fueron colocadas originalmente en el año 1948.
Después de la remoción de piedras se procedió a la intervención de rescate arqueológico en el área, esto pese a que un estudio previo arrojó datos de que no existían vestigios importantes en la plaza. La empresa a cargo de todo el proceso fue, como se estipuló en el contrato de la segunda fase de la primera línea, el consorcio hispanobrasilero Acciona-Odebrecht.

### Polémica arqueológica
El 19 de septiembre de 2016 se viralizó en las redes sociales una denuncia masiva por una serie de fotografías tomadas clandestinamente dentro del área de trabajo un día antes; sobre ello, el Municipio anunció que efectivamente se habían encontrado varias estructuras durante los trabajos y el 20 de septiembre se envió un informe al Instituto Nacional de Patrimonio Cultural para que se siga el respectivo proceso.
El 30 de septiembre un colectivo presentó una acción de protección para detener los trabajos en la Estación hasta que se realizara el pronunciamiento del INPC; el documento fue dirigido contra el alcalde Mauricio Rodas y el gerente de la Empresa Metro de Quito, Mauricio Anderson, misma que sería rechazada, las obras de construcción de la estación continuaron de acuerdo al cronograma establecido .

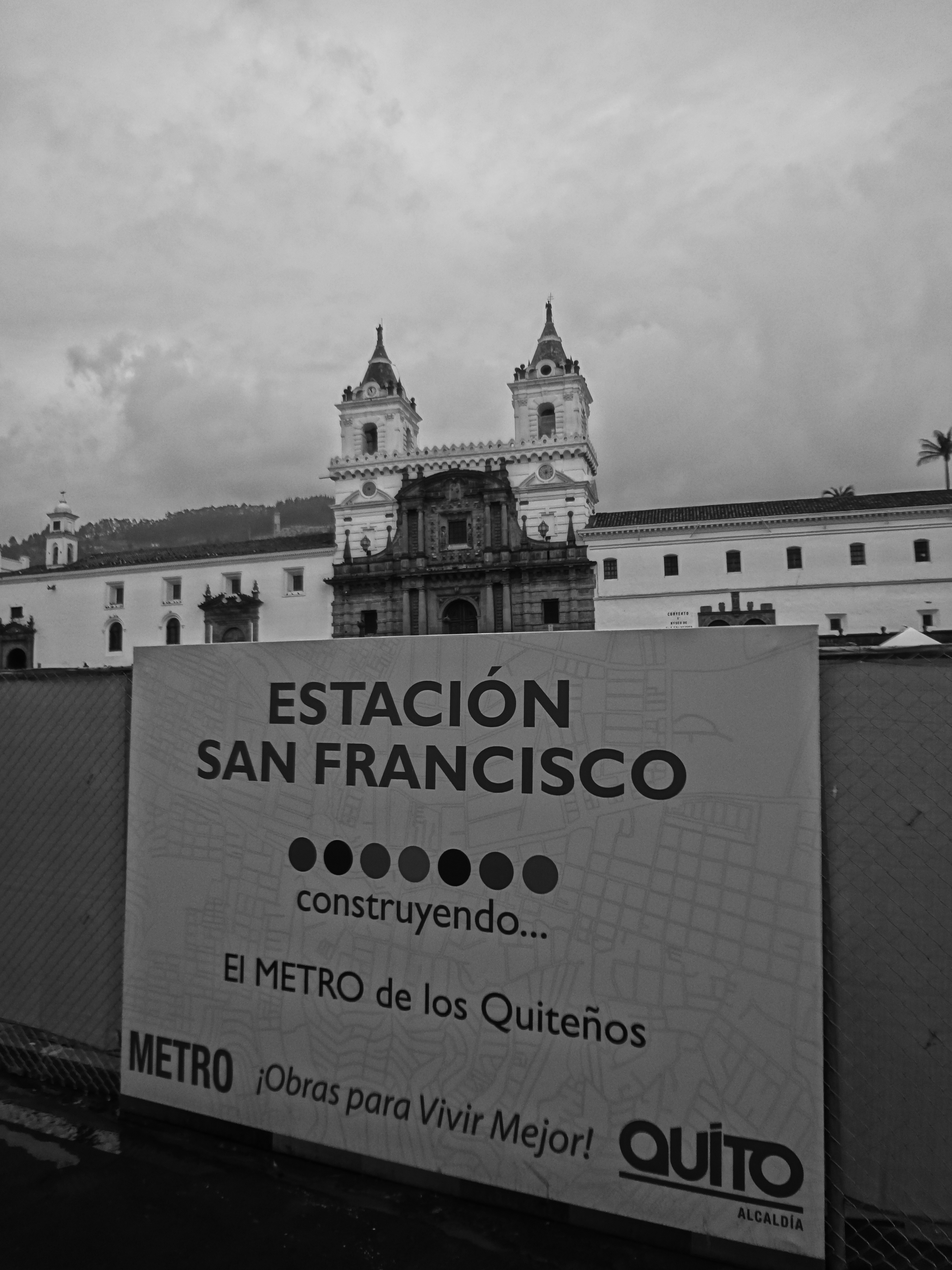
Construcción de la estación San Francisco (2016).
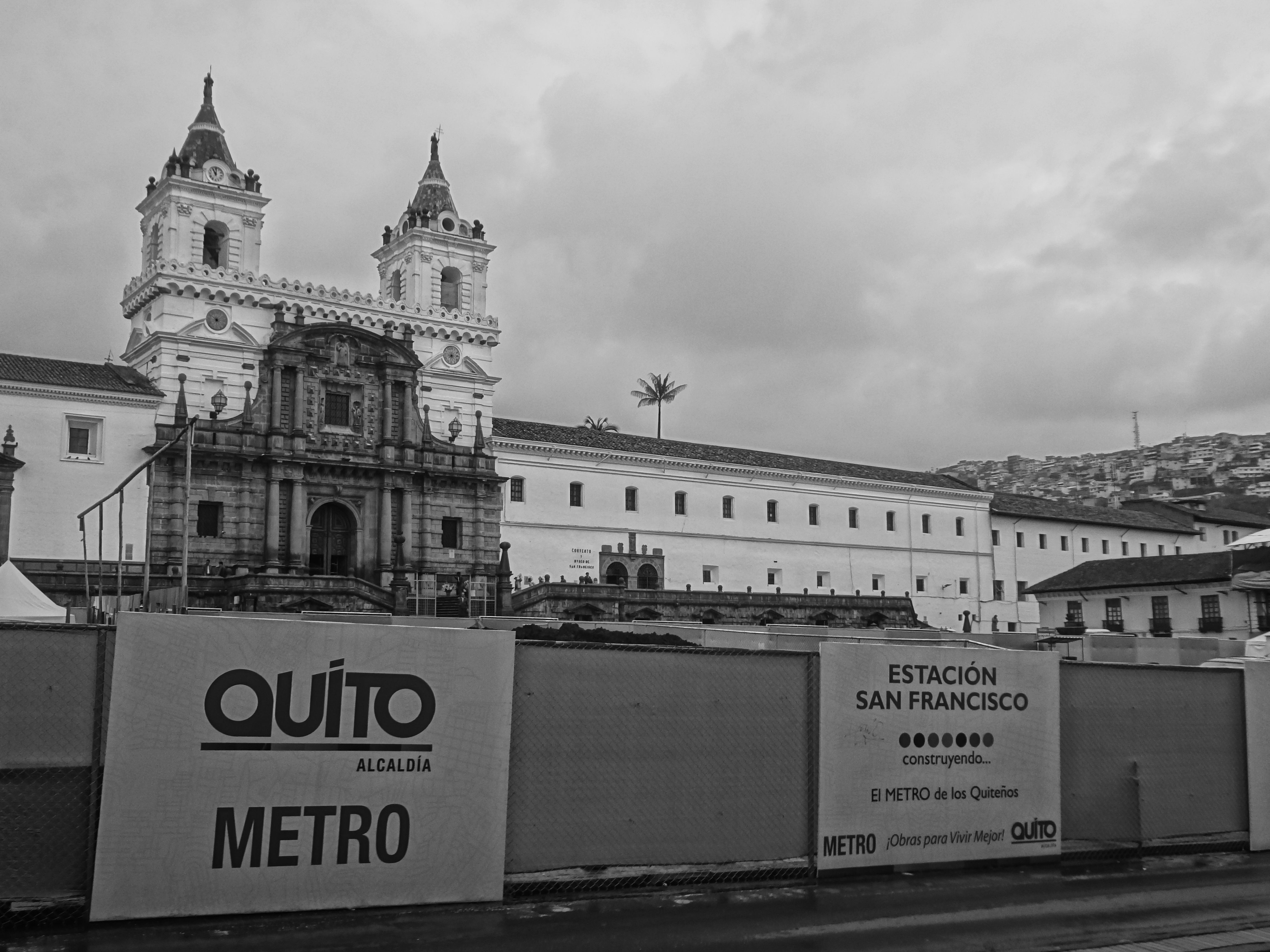
Construcción de la estación San Francisco (2016).

## Accesos
Vestíbulo San Francisco
- Plaza de San Francisco Calle Benalcázar y Sucre
- Ascensor Calle Benalcázar y Sucre.

Vestíbulo Bulevar 24 de Mayo

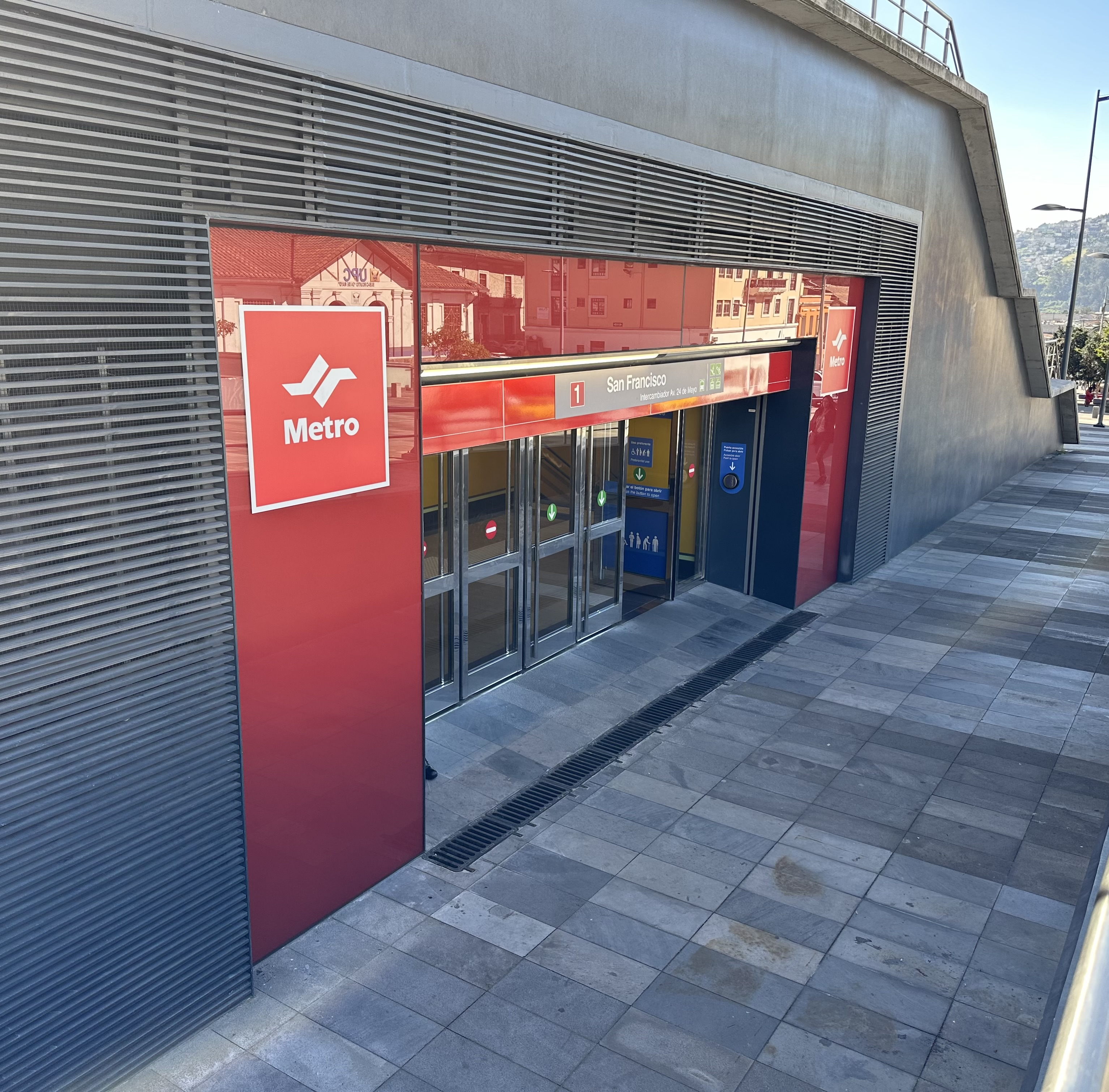
Estación San Francisco del Metro de Quito, acceso y salida avenida 24 de Mayo

- Bulevar 24 de Mayo  Intercambiador de la Av. 24 de Mayo.
- Ascensor Intercambiador Av. 24 de Mayo